# Dimityr Iwanow (ur. 1996)
Dimityr Lubomirow Iwanow (bg. Димитър Любомиров Иванов ;ur. 10 lipca 1996) – bułgarski zapaśnik walczący w stylu wolnym. Zajął dziesiąte miejsce na mistrzostwach świata w 2018.
Ósmy na mistrzostwach Europy w 2017. Drugi na ME U-23 w 2016. Trzeci na MŚ i ME juniorów w 2015 roku.